# القنصلية الفرنسية العامة في القدس
القنصلية العامة لفرنسا في القدس  هي التمثيلية القنصلية للجمهورية الفرنسية في القدس، وتقع تحديدا في 5 شارع بول إيميل بوتا. الأراضي التي تدخل في تخصص دائرة القنصلية هي القدس وضواحيها، ولكن أيضا الأراضي الفلسطينية في الضفة الغربية وقطاع غزة.

القنصل العام الذي لا يخضع لسلطة السفير الفرنسي في إسرائيل، مكلف بالحماية والمتابعة الإدارية للفرنسيين المقيمين أو الزائرين من دائرة القنصلية، ولكنه أيضا مكلف بالعلاقة مع السلطة الوطنية الفلسطينية.

منذ القرن السادس عشر، وبفضل معاهدات الامتياز الأجنبي، فإن القنصل العام الفرنسي في القدس مكلف بحماية الأماكن المقدسة في هذه المدينة، ولكن أيضا في أماكن أخرى من إسرائيل وفلسطين. يباشر القنصل العام الفرنسي في القدس مهامه بدخول رسمي في كنيسة القيامة، ثم عرض نشيد تي ديوم في كنيسة القديسة حنة.

## الأملاك الفرنسية

### الدينية
القنصل العام الفرنسي في القدس يدير العديد من الأملاك الفرنسية في القدس وضواحيها:
- كنيسة القديسة حنة
- كنيسة باتر نوستر
- القيادة الصليبية القديمة لأبو غوش (دير القديسة مريم للقيامة)
- قبور السلاطين

### الثقافية
تشرف القنصلية العامة لفرنسا بالقدس على خمسة مراكز ثقافية، تحت اسم المعهد الفرنسي بالقدس:
- المعهد الفرنسي بنابلس.
- المعهد الفرنسي شاتوبريان بالقدس الشرقية.
- المعهد الفرنسي رومان غاري بالقدس الغربية.
- المعهد الفرنسي بغزة.
- المركز الثقافي الفرنسي الألماني برام الله.

إضافة إلى أليانس فرانسيز في بيت لحم وجمعية التبادلات الثقافية الخليل-فرنسا.

## قائمة القناصل
| الترتيب | اسم القنصل         | تاريخ الاعتماد الدبلوماسي | تاريخ الانتهاء | رئيس فرنسا      | رئيس دولة فلسطين | ملاحظات                                         |
| ------- | ------------------ | ------------------------- | -------------- | --------------- | ---------------- | ----------------------------------------------- |
|         | ريجس كوتشيت        |                           | 2005           |                 | محمود عباس       |                                                 |
|         | الان ريمي          |                           |                | نيكولا ساركوزي  | محمود عباس       |                                                 |
|         | ايرفيه ماجرو       |                           | نوفمبر 2014    |                 | محمود عباس       |                                                 |
|         | بير كوشارد         | 26 سبتمبر 2016            | يوليو 2019     | فرانسوا أولاند  | محمود عباس       |                                                 |
|         | رينيه تروكاز       | 26 نوفمبر 2019            | أغسطس 2023     | إيمانويل ماكرون | محمود عباس       | تقلد في 22 أغسطس 2023 وسام القدس.               |
|         | نيكولاس كاسيانيديس | 15 أكتوبر 2023            | لا يزال        | إيمانويل ماكرون | محمود عباس       | أعاد تسليمها إلى الرئيس عباس في 24 فبراير 2024. |

## وصلات خارجية
- الموقع الرسمي.